# Fritz Horst Melsheimer
Fritz Horst Melsheimer (* 17. September 1950 in Traben-Trarbach) ist ein deutscher Manager und Industrie- und Handelskammer-Funktionär.

## Berufliche Karriere
Nach einem wirtschaftswissenschaftlichen Studium an den Universitäten Bochum, Würzburg und Hamburg war er von 1978 bis 1992 bei der Albingia Versicherung für Vermögensverwaltung, Konzernentwicklung und Controlling verantwortlich. Dort wurde er 1991 zum stellvertretenden und 1992 zum ordentlichen Vorstandsmitglied berufen. Von 1993 bis 2000 war er in der Hamburg-Mannheimer in verschiedenen Vorstandspositionen, zuletzt als Vorstandsvorsitzender der Hamburg-Mannheimer Sachversicherungs-AG. Von 2000 bis 2002 war Fritz Horst Melsheimer Vorstandsvorsitzender der WAVE Management AG, eines unabhängigen Dienstleisters, der Beratungs- und Asset-Management-Mandate für institutionelle und private Anleger übernimmt. Vom 1. Juli 2002 bis 30. Juni 2014 war er Vorstandsvorsitzender der HanseMerkur Versicherungsgruppe und dort zuständig für Unternehmenspolitik, Personal und Vermögen. 
Weiterhin ist er Geschäftsführer SONORA Vermögens- und Grundstücksverwaltungsgesellschaft mbH, Hamburg.
Am 3. März 2011 wurde er als Nachfolger von Frank Horch zum Präses der Handelskammer Hamburg gewählt. Das Amt verlor er jedoch bei der Handelskammerwahl 2017 an die IHK-Rebellen, die 55 von 58 Vertretern ins neue Plenum schickten und Tobias Bergmann zum Präses wählten.
Ab dem 20. März 2013 ist er außerdem Vizepräsident des Deutschen Industrie- und Handelskammertages.

## Familie
Fritz Horst Melsheimer ist verheiratet mit der Internistin Alexandra Kettner-Melsheimer. Er stammt aus der Traben-Trarbacher Winzerfamilie Dr. Melsheimer. Sein Großvater Max heiratete die Witwe Maria Graff aus dem um 1900 dominierenden Weinimperium von Napoleon und Oscar Graff an der Mosel. Fritz Horst Melsheimers Großvater Dr. Fritz Melsheimer – nach dem das heute noch existierende Weingut Dr. Melsheimer benannt ist – war 1945 kurzzeitig Traben-Trarbacher Bürgermeister. Eine Verwandtschaft mit Ernst Melsheimer ist nicht belegt.